# Букинистика

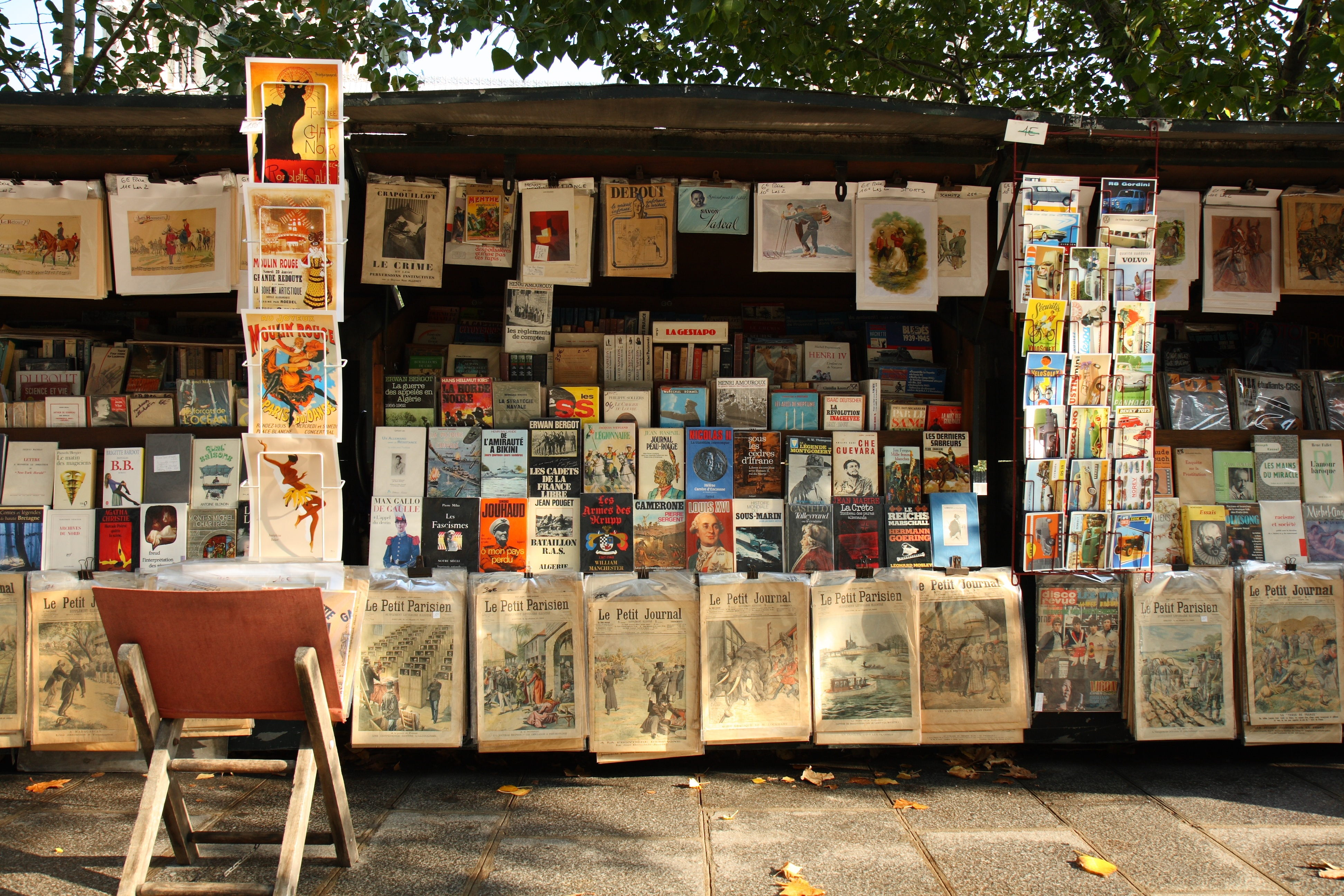
Букинистическая лавка в Париже

Букини́стика (от фр. Bouquiniste — букинист, фр. Bouquin — старая книга) — торговля старой книгой и другими печатными антикварными изданиями. Кроме того, букинистикой называют совокупность разного рода старой и старинной полиграфической продукции (старые книги, старинные книги, брошюры, открытки, газеты, журналы, афиши, прокламации, билеты, летучие издания), собранной в одном месте. Букинисты — специалисты по букинистической торговле — обычно являются знатоками старинных редких изданий. Условно принято разделять старую книгу на букинистическую — после 1951 года, и антикварную — до 1951 года. Букинистика является одним из источников коллекций библиофилов.